# Ronaldo Campos de la Colina
Ronaldo Campos de la Colina. (*San Luis, Provincia de Cañete, 20 de enero de 1927, † Lima, 25 de agosto de 2001). Reconocido cajoneador y zapateador peruano, fundador de la Agrupación Perú Negro.
Nació en 1927 en San Luis de Cañete, pueblo de tradición afroperuana. Hijo de José Campos y de Lucila de la Colina. Proviene de una familia de bagaje musical, se crio en San Luis con su primos hermanos Caitro Soto de la Colina y Elia Montero de la Colina (madre del cantante Pepe Vásquez). Su madre Lucila de la Colina y su tía Benedicta de la Colina, eran conocedoras de los géneros musicales afroperuanos del sur chico. De niño fue integrante de la cuadrilla de la Danza de Negritos de la localidad, además participó de la Banda de Músicos del pueblo. A los 12 años, se trasladó a Lima. En 1956, ingresa el grupo "Estampas de Pancho Fierro". Luego integró en 1958 el conjunto "Cumanana" de Nicomedes Santa Cruz y en 1967 "Teatro y Danzas Negras del Perú" de Victoria Santa Cruz.
En 1969, fundó la Agrupación Cultural Perú Negro, grupo con el que realizarían numerosas presentaciones en el extranjero. En el mismo año obtuvieron el primer lugar en el Festival Internacional de la Danza y la Canción en el Luna Park de Buenos Aires, Argentina. Perú Negro se convertiría es el elenco folclórico de mayor prestigio de Perú, preservando la cultura de los descendientes africanos en este país.
A la par de dirigir Perú Negro, participaba en diferentes eventos, como en el II y XVII Festival de Arte Negro de Cañete, donde participó como organizador.
Ronaldo es reconocido por realizar un importante trabajo de investigación y ordenamiento de las distintas danzas del folclore afroperuano, creando patrones rítmicos distintos para cada una de ellas.
A inicios del 2001, Ronaldo Campos sufrió un derrame cerebral, y meses después, en agosto, falleció a causa de un infarto fulminante. Aunque su cuerpo yace en un camposanto de Lurín, al sur de Lima, su recuerdo se mantiene vivo.